# Benjamin Appert
Benjamin Appert ou Benjamin Nicolas Marie Appert (né le 10 septembre 1797 à Paris, mort en 1873), est un philanthrope français, à ne pas confondre avec Nicolas Appert.

## Biographie
Jeune homme, de religion protestante, il introduisit un système d'enseignement mutuel dans les écoles régimentaires du département du Nord. Le succès qu'il obtint l'incita à publier un manuel exposant son système. En 1826, il lui est reproché de se livrer à des opérations suspectes : visites des prisons sans ordres de mission, distributions de Bibles jugées « hérétiques » par le clergé qui voit d’un assez mauvais œil que l’on empiète sur son pré carré… Bien engagé dans l'enseignement des prisonniers au pénitencier militaire de Montaigu à Paris, il fut soupçonné d'avoir fermé les yeux sur l'évasion de deux d'entre eux, et fut jeté dans la prison de La Force.
Après sa libération, il résolut de consacrer le reste de sa vie à améliorer la condition de ceux dont il avait un temps partagé le sort, et il voyagea beaucoup partout en Europe dans le but d'étudier les différents systèmes de discipline des prisons, écrivant plusieurs livres sur ce sujet. Devenant une sorte de Vincent de Paul laïque, il visite aussi les bagnes de Toulon, de Brest et de Rochefort. « Il partage le repas des prisonniers, couche sur leur paille, confesse les coupables, intercède en leur faveur auprès des autorités, paye quelques douceurs, distribue clandestinement du tabac, et, quand viennent les “heures dures”, il est là : si l’on ferre les forçats, il se trouve au milieu d’eux, leur tient les mains, quand à grands coups de merlin, le garde-chiourme rive les carcans et les menottes ; il assiste au déshabillage, à l’examen des argousins, et, lorsque la “chaîne” part pour Brest, Rochefort ou Toulon, il la suit. »
En 1826, Benjamin Appert fut déclaré persona non grata dans les prisons, hospices et établissements publics du Royaume de France. En 1828, il devient l’un des secrétaires de la Société de la morale chrétienne qui réunit des philanthropes catholiques et protestants libéraux, visitant des prisons, mais aussi des écoles. Après la Révolution de 1830, il devint secrétaire de la reine Marie-Amélie, organisant les mesures prises pour le soulagement des nécessiteux. Il fut décoré de la Légion d'honneur en 1833.
En 1846, il publie Dix ans à la cour du roi Louis-Philippe et souvenirs du temps de l'Empire et de la Restauration, où il raconte sa vie, son action et le dénigrement dont il fit l'objet de la part des conservateurs et du clergé catholique qui l'accusa de prosélytisme religieux en faveur du protestantisme car, au cours de ses voyages, il distribuait des exemplaires du Nouveau Testament dont la Société biblique de Londres qui fournissait un nombre quasi illimité d'exemplaires.